# Сале Маразино
Са̀ле Маразѝно (на италиански: Sale Marasino, на източноломбардски: Sale Marazì, Сале Марази) е малко градче и община в Северна Италия, провинция Бреша, регион Ломбардия. Разположено е на 200 m надморска височина, на източния бряг на езеро Изео. Населението на общината е 3388 души (към 2013 г.).